# Chrysotus seychellensis
Chrysotus seychellensis är en tvåvingeart som beskrevs av Lamb 1922. Chrysotus seychellensis ingår i släktet Chrysotus och familjen styltflugor. Inga underarter finns listade i Catalogue of Life.